# Näsnaren (Östra Vingåkers socken, Södermanland)
Näsnaren är en sjö i Katrineholms och Vingåkers kommuner i Södermanland och ingår i Nyköpingsåns huvudavrinningsområde. Sjön har en area på 4,25 kvadratkilometer och ligger 40 meter över havet. Näsnaren ligger i Näsnaren Natura 2000-område. Sjön avvattnas av vattendraget Sjöholmsån. Sjön är delad mellan fyra socknar: Västra Vingåker, Östra Vingåker, Stora Malm och Floda. Av dessa ligger den första i Vingåkers kommun och de övriga i Katrineholms kommun. I Katrineholms kommun finns ytterligare en sjö Näsnaren i Björkviks socken.
Sjön var tidigare större och Lilla Näsnaren utgjorde en del av sjön, men genom sänkning av vattennivån har den avsnörts från den övriga sjön. Sänkningen har också lett till att stora sankmarker bildats runt sjön och att stora delar av den forna vattenytan vuxit igen med vass. Sjön är numera en rik fågelsjö. Sjön anses allmänt inte lämplig som badsjö.
Vid Näsnarens strand låg tidigare Sjöholms slott, som av ägaren brändes ned 1970.
Vingåkers kommun har som policy att namnge sammanträdesrum efter kommunens sjöar. Sammanträdesrummet i samhällsbyggnadsförvaltningens kontor i Centrumhuset heter Näsnaren.

## Delavrinningsområde
Näsnaren ingår i det delavrinningsområde (654419-151935) som SMHI kallar för Utloppet av Näsnaren. Medelhöjden är 48 meter över havet och ytan är 43,59 kvadratkilometer. Det finns inga avrinningsområden uppströms utan avrinningsområdet är högsta punkten. Sjöholmsån som avvattnar avrinningsområdet har biflödesordning 2, vilket innebär att vattnet flödar genom totalt 2 vattendrag innan det når havet efter 95 kilometer. Avrinningsområdet består mestadels av skog (38 procent) och jordbruk (20 procent). Avrinningsområdet har 4,7 kvadratkilometer vattenytor vilket ger det en sjöprocent på 10,8 procent. Bebyggelsen i området täcker en yta av 5,87 kvadratkilometer eller 13 procent av avrinningsområdet.